# Cabanac-Cazaux
Cabanac-Cazaux – miejscowość i gmina we Francji, w regionie Oksytania, w departamencie Górna Garonna.
Według danych na rok 1990 gminę zamieszkiwało 106 osób, a gęstość zaludnienia wynosiła 28 osób/km² (wśród 3020 gmin regionu Midi-Pireneje Cabanac-Cazaux plasuje się na 957. miejscu pod względem liczby ludności, natomiast pod względem powierzchni na miejscu 1587.).